# Ѝ
La Ѝ, minuscolo ѝ, è un carattere dell'alfabeto cirillico, una versione accentata con accento grave della regolare lettera И. Non viene considerata una lettera separata.

## Lingue slave meridionali

### Bulgaro e macedone
Ѝ viene usata regolarmente in bulgaro ed in macedone per distinguere il pronome personale oggetto ѝ (lei) dalla congiunzione и (e, anche), o per evitare ambiguità in casi simili (meno frequenti). Quando non è disponibile, il carattere ѝ viene spesso sostituito da una normale и (non raccomandato, ma sempre ortograficamente corretto) o dalla lettera й (formalmente viene considerato un errore ortografico), o persino dalla lettera dell'alfabeto latino ù.

### Slavo ecclesiastico moderno
Nelle recensioni russe moderne (almeno dal XVII secolo) in slavo ecclesiastico, Ѝ (o qualsiasi altra vocale con accento grave) non è altro che una variante ortografica della stessa lettera con l'accento acuto, quando viene usata come ultima lettera della parola.

### Serbo
Ѝ (così come le altre vocali con accento acuto, grave, circonflesso o doppio accento grave) viene usata occasionalmente nei testi serbi per segnalare uno dei quattro possibili toni della sillaba accentata. In casi come прѝкупити "raccogliere" e per contro прику́пити "comprare ancora", o ѝскуп "redenzione", "riscatto" con и̏скуп "congresso", "incontro", l'uso dei segni diacritici può evitare le ambiguità. Nella versione latina del sistema di scrittura serbo-croato (detto gajevica), tutti i segni per l'accento/tono sono gli stessi, cioè al cirillico Ѝ corrisponde il latino ì etc.

## Lingue slave orientali
È possibile trovare la Ѝ (così come qualsiasi altra vocale con l'accento grave), fino ai primi decenni del XX secolo in libri russi ed ucraini come variante tonica della regolare vocale non accentata, come il russo вѝна "vini" e вина̀ "colpa". Recentemente nell'ortografia slava orientale viene usato l'accento acuto, al posto di quello grave, per marcare l'accento: ви́на, вина́.
I segni dell'accento sono facoltativi nelle lingue slave orientali. Vengono usati regolarmente in libri particolari come i dizionari, i sussidiari o i libri di testo per stranieri, dato che la posizione dell'accento non è facile da capire e da predire in tutte le lingue, mentre nei testi comuni sono estremamente rari e solo in casi rari vengono utilizzati per evitare ambiguità o per mostrare la pronuncia di parole straniere.
Alcuni dizionari russi moderni usano l'accento grave per segnare l'accento secondario nelle parole composte, e l'accento acuto per segnare l'accento principale, come in жѝзнеспосо́бный [ˌʐɨzʲ.nʲɪ.spʌ.ˈsob.nɨj] "vitale" (da жизнь [ˈʐɨzʲnʲ] "vita" e способный [spʌ.ˈsob.nɨj] "capace").

## I "decimale" con accento grave (‹Ì›) in cirillico
Le ortografie cirilliche che hanno la lettera І (chiamata "i decimale" o "i ucraina") possono utilizzare Ì, ì (o Í, í) come varianti toniche (nell'ucraino e nel bielorusso moderno, così come nelle vecchie ortografie russa e serba; anche nello slavo ecclesiastico). Le differenze tra ì ed í sono le stesse che tra ѝ ed и́.